# Mehmet Ekşi
Mehmet Ekşi (* 1. April 1953 in Elazığ) ist ein ehemaliger türkischer Fußballspieler und -trainer. Durch seine langjährige Tätigkeit für Beşiktaş Istanbul und als Mannschaftskapitän wird er mit diesem Verein assoziiert und als eine der wichtigen Persönlichkeiten der Vereinsgeschichte angesehen. So war er Teil jener Mannschaft Beşiktaş', die nach 15 Jahren ohne Titel in der Saison 1981/82 wieder die türkische Meisterschaft gewinnen konnte. Vorher spielte er zwei Spielzeiten lang für Trabzonspor und war während dieser Zeit ein wichtiger und beständiger Spieler jener Mannschaft des Vereins, die als erstes anatolisches Team die türkische Meisterschaft gewinnen konnte. Er war zwei Spielzeiten lang Teil der großen Mannschaft dieses Vereins, die unter dem Spitznamen Karadeniz Fırtınası ab 1975 ein Jahrzehnt lang den türkischen Fußball dominierte.

## Spielerkarriere

### Verein
Die Anfänge von Ekşis Fußballkarriere sind undokumentiert. So spielte er bis Mitte 1970er Jahre in der Nachwuchsabteilung des Vereins Elazığspor, dem Verein seiner Heimatstadt Elazığ. Mit dem Profifußball begann er bei diesem Verein, der in damals in der 2. türkischen Liga tätig gewesen war.
Zur Saison 1974/75 gelang es Trabzonspor als erster Verein der nordtürkischen Hafenstadt Trabzon in die 1. Lig aufzusteigen. Dieser Klub war sieben Jahre zuvor durch die Fusion mehrerer örtlicher Vereine gegründet worden und hatte die Absicht, die Stadt Trabzon in der 1. Lig zu repräsentieren. Die erste Saison in der höchsten türkischen Spielklasse beendete Trabzonspor Mannschaft auf dem neunten Tabellenplatz und erreichte nebenbei zum ersten Mal in der Vereinsgeschichte das Türkische Pokalfinale. In der zweiten Erstligasaison gewann der Klub völlig überraschend die türkische Meisterschaft. Bis zu dieser Saison entschieden die drei großen Istanbuler Vereine Beşiktaş Istanbul, Fenerbahçe Istanbul und Galatasaray Istanbul die Meisterschaft der 1. Lig unter sich. Daneben holte die Mannschaft in dieser Saison den Präsidenten-Pokal und den Premierminister-Pokal. In der Saison 1976/77 gelang dem Verein neben der Titelverteidigung in der türkischen Meisterschaft auch der erste Titel im Türkischen Pokal. Damit erreichte der Verein den ersten türkischen Double-Sieg der Vereinsgeschichte. Nach diesen sehr erfolgreichen zwei Spielzeiten Nach diesen sehr erfolgreichen zwei Spielzeiten verstärkte Verein mit weiteren jungen Spielern, u. a. mit Ekşi. Bei seinem neuen Verein stieg er allmählich zum Stammspieler auf. Sein Verein vergab trotz dieser Verstärkungen in der Spielzeit 1977/78 mit einem Punkt Unterschied die Meisterschaft an Fenerbahçe, konnte aber die zwei übrigen Pokale holen. Trabzonspor geriet 1978 auch in große finanzielle Schwierigkeiten und sah die Lösung darin, einige Stars zu verkaufen. Außerdem wollte man im Mannschaftskader eine Revision durchführen. Begünstigt durch den Weggang einer Leistungsträger, eroberte sich Ekşi endgültig einen Stammplatz. Seine Mannschaft gewann zum Saisonende wieder die türkische Meisterschaft und den Präsidenten-Pokal, eine frühere Version des späteren türkischen Supercups. Ekşi absolvierte in dieser Spielzeit 34 Pflichtspiele und war damit mit seinem Teamkollegen Turgay Semercioğlu einer von zwei Spielen mit den meisten Pflichtspieleinsätzen seines Vereins. In dieser Saison wurde Ekşi auch türkischen A-Nationalspieler.
Ekşi fiel bereits im Saisonverlauf 1977/78 den Vereinsverantwortlichen des Istanbuler Traditionsvereins Beşiktaş Istanbul auf. Diese setzten sich schon im März 1979 mit Ekşi in Verbindung und einigten sich für einen Wechsel zum Saisonende. Am Saisonende verließ er schließlich Trabzonspor und wechselte zu Beşiktaş. Hier wurde er vom Cheftrainer Serpil Hamdi Tüzün auf Anhieb als Stammspieler eingesetzt. Mit seinem Verein erlebte er eine unerwartet schwierige Spielzeit und erreichte mit diesem erst am letzten Spieltag den Klassenerhalt. In der Spielzeit 1980/81 belegte seine Mannschaft nach zwei erfolglosen Jahren mit dem fünften Tabellenplatz wieder einen Tabellenplatz in der oberen Tabellenhälfte. Für die Spielzeit 1981/82 wurde Đorđe Milić als neuer Cheftrainer eingestellt. Unter diesem blieb Ekşi ebenfalls Stammspieler und war der Spieler mit den zweitmeisten Pflichtspieleinsätzen für seinen Verein. Zum Saisonende erreichte die Mannschaft die seit fünfzehn Jahren erhoffte türkische Meisterschaft. Ekşis Mannschaft lieferte sich in dieser Saison mit dem anatolischen Verein Trabzonspor, der damals den türkischen Fußball dominierte, über die gesamte Saison ein Kopf-an-Kopf-Rennen um die türkische Meisterschaft. Am Ende konnte sich Beşiktaş durchsetzen und nach fünfzehn Jahren wieder türkische Fußballmeister werden. In der Saison 1982/83 war Ekşi einige Zeit lang als Kapitän tätig. Während dieser Saison war zudem Ekşi an einem fatalen Fehler seines Vereins involviert. Da der gelb-gesperrte Ekşi in dem Pokalviertelfinalspiel vom 4. Mai 1983 gegen den Erzrivalen Fenerbahçe eingesetzt wurde, wurde das Spiel mit einer 0:3-Niederlage für Fenerbahçe gewertet.
Im Sommer 1983 verlängerte sein Verein den ausgelaufenen Vertrag mit Ekşi. Trotz dieser Vertragsverlängerung wurde er zusammen mit seinem Teamkollegen Bora Öztürk und Serdar Bali  im August 1983 aus dem Mannschaftskader suspendiert und auf die Verkaufsliste gesetzt. Nachdem Ekşi Mitte September 1983 wieder in den Kader aufgenommen und in der Ligapartie gegen Adanaspor eingesetzt worden war, wurde er Ende September 1983 wieder suspendiert. Schließlich wurde er im November 1983 zusammen mit Serdar Bali an den Liga- und Stadtrivalen Karagümrük SK ausgeliehen. Am Saisonende kehrte er zu Beşiktaş zurück und wurde in der Sommertransferperiode 1984 an den Ligarivalen Antalyaspor verkauft. Bei diesem Verein etablierte er sich auf Anhieb als Stammspieler und leitete in allen 24 Ligaspielen die Abwehr als Libero. Da er aber mit seiner Mannschaft den Klassenerhalt verfehlte, ging er mit diesem in die 2. türkische Liga. Für diesen spielte er aber nur die Rückrunde der Saison 1985/86 und wechselte in der entsprechenden Winterpause zum Ligarivalen Konyaspor. Nachdem er für die Zentralanatolier eine halbe Spielzeiten tätig gewesen war, beendete er im Sommer 1988 seine Karriere.

### Nationalmannschaft
Ekşi begann seine Nationalmannschaftskarriere 1978 mit einem Einsatz für die türkische U-21-Nationalmannschaft.
Ekşi wurde im November 1978 vom Nationaltrainer Sabri Kiraz im Rahmen eines Qualifikationsspiels der Europameisterschaft 1988 gegen die Walisische Nationalmannschaft zum ersten Mal für das Aufgebot der türkischen Nationalmannschaft nominiert und gab in dieser Begegnung sein A-Länderspieldebüt. Bis zum April 1981 absolvierte er fünf weitere A-Länderspiele, sein letztes am 15. April 1981 in dem Qualifikationsspiels der Weltmeisterschaft 1982 gegen die Tschechoslowakische Nationalmannschaft.

## Trainerkarriere
Ekşi begann seine Trainerkarriere 1989 beim Istanbuler Drittligisten Feriköy SK mit einer Cheftrainertätigkeit. Anschließend übernahm er 1991 mit Elazığspor den Verein seiner Heimatstadt. Dieser Tätigkeit folgten dann Stationen bei Nişantaşıspor, MKE Kırıkkalespor und zuletzt zum zweiten Mal bei Feriköy SK.
Ab dem März 2000 begann er als Co-Trainer von Rasim Kara, seinem ehemaligen Teamkollegen aus seiner Beşiktaş-Zeit, und begleitete diesen bei dessen Trainerstationen Çaykur Rizespor und Kocaelispor.
Nachdem er in der Saison 2001/12 beim Istanbuler Drittligisten Maltepespor als Cheftrainer gearbeitet hatte, begann er ab dem Sommer 2002 bei Beşiktaş Istanbul als Nachwuchstrainer zu arbeiten. Im Oktober 2005 übernahm er interimsweise die Profimannschaft Beşiktaş Istanbuls. Hier ersetzte er den zurückgetretenen Rıza Çalımbay und übergab sein Amt einen Monat später an den neuen Cheftrainer Jean Tigana. Zwischen 2007 und 2009 arbeitete er bei Beşiktaş ein weiteres Mal als Nachwuchstrainer. Zur Saison 2009 wurde er beim Istanbuler Drittligisten Sarıyer SK als Cheftrainer vorgestellt und blieb bis zum November 2009 in diesem Amt.

## Erfolge

### Als Spieler
Mit Trabzonspor
- Türkischer Meister: 1978/79
- Türkischer Pokalsieger: 1977/78, 1983/84
- Präsidenten-Pokalsieger: 1978/79
- Premierminister-Pokalsieger: 1977/78

Mit Beşiktaş Istanbul
- Türkische Meisterschaft: 1981/82
- Türkischer Pokalfinalist: 1983/84
- Premierminister-Pokalsieger: 1979/80
- TSYD-Istanbul-Pokalsieger: 1983/84